# گراسن
گراسن (به لاتین: Grassen) یک کوه و نقطه مرزی سه‌گانه در سوئیس است که در کانتون برن واقع شده‌است. گراسن ۲٬۹۴۶ متر بالاتر از سطح دریا واقع شده‌است.